# Grace Mirabella
Pour les articles homonymes, voir Mirabella (homonymie).
Grace Mirabella est une rédactrice en chef américaine de Vogue née le 10 juin 1929 à Newark (New Jersey) et morte le 23 décembre 2021. 
Elle débute à ce magazine dans les années 1950, remplace Diana Vreeland en 1971 et devient rédactrice en chef de 1973, jusqu'en 1988, année durant laquelle elle laisse la place à Anna Wintour, après 36 ans de carrière au sein du magazine.

## Biographie
Grace Mirabella est née à Newark le 10 juin 1930, fille unique d'une mère d'origine italienne. Son père Anthony Mirabella est importateur de vin. Elle grandit à Maplewood. Elle est bonne élève mais précise que rien dans son éducation ne la prépare à la mode. La mode justement, elle la découvre un peu par hasard, en commençant sa carrière dans une boutique de sportswear appartenant à des amis de ses parents. Elle débute à Vogue en 1952 par des taches subalternes au service marketing. Au début des années 1960, elle est nommée « rédactrice pour le sportswear » puis devient l'assistante de Diana Vreeland lorsque cette dernière prend la tête du magazine : « mon plus grand moment dans la mode » précise Grace Mirabella. Pourtant toutes deux très différentes dans leur approche de la mode, Grace Mirabella occupe le poste durant neuf ans, fonction compliquée par les conditions de travail qu'impose son autoritaire et fantasque rédactrice en chef. Pragmatique et organisée, Grace Mirabella résume son rôle à être le « tampon » entre l’exubérance de sa supérieure et la réalité des choses. Mais au bout de quelques années, Diana Vreeland en fait trop avec l'excentricité qu'elle prône depuis toujours et le magazine perd en crédibilité auprès de ses lectrices ; il n'est plus en phase avec les créateurs de mode qui le font savoir : « Vreeland ne se souciait pas des affaires, elle se souciait du style ».

### Rédactrice en chef
Au printemps 1971, il est annoncé soudainement à Grace Mirabella, alors sur une séance photo à Los Angeles, qu'elle doit rentrer à New York pour remplacer Diana Vreeland, surprenant le monde de la mode par ce choix paraissant étrange de la part de Condé Nast. Jusqu'à ce jour, les rédactrices en chef du magazine étaient traditionnellement issue de la haute société new-yorkaise. Pourtant, elle est alors totalement en phase avec Alexander Liberman, directeur de rédaction de toutes les publications du groupe, établissant une hiérarchie fluide. Quand Grace Mirabella prend ses fonctions elle n'est pas nommée immédiatement rédactrice en chef, assure l'interim et doit attendre deux ans. 
Sous sa responsabilité, Vogue subit un profond remaniement : « les temps ont changé. La mode est différente, les femmes sont différentes. […] Nous devons passer des vêtements luxueux de rêve à la vie réelle. […] Nous allons abandonner le pompeux » annonce-t-elle dans un discours qui inquiète bon nombre d'employés et le monde de la mode. Comme confirmation, dans le numéro de juillet 1971 dont elle est entièrement responsable, elle écrit : « Nous voulons d'abord dire des vêtements que vous allez trouvez ici qu'ils sont juste ça : des vêtements ! […] Des vêtements dans lesquels vous pouvez profiter de la vie. » L'ambiance des années 1970 avec sa mode fonctionnelle et extravagante, éloignée de la décennie précédente, oriente le style de la publication ; Grace Mirabella ajoute une atmosphère plus décontractée qui contraste avec le contenu élitiste du magazine jusque là insufflé par la très chic Diana Vreeland et destiné à un lectorat oisif. Les femmes travaillent de plus en plus souvent et ont une vie occupée ; les mouvements féministes se font entendre. Grace Mirabella adapte le style du magazine en conséquence. La récession aux États-Unis (en) change aussi les comportements et l'intérêt des lectrices. L'aristocratie et la jet set disparaissant des pages, ainsi que les accessoires et artifices des photos et le mot « moderne » devient incontournable. Les photographes doivent s'adapter à cette nouvelle tendance, produisant des images se voulant spontanées, souvent en extérieur, avec des femmes actives. Grace Mirabella travaille avec de nouveaux noms, dont Arthur Elgort son photographe « préféré », Bill King, ainsi que Helmut Newton ou Deborah Turbeville, bien qu'elle accepte mal la nudité au sein du magazine. Nouvelle maquette, nouveau style pour les couvertures avec plus de visages en gros plan, les pages se remplissent de contenus écrits et journalistiques. De nouveaux mannequins apparaissent, moins hautains, comme Karen Graham (en), Lisa Taylor, Lauren Hutton, Patti Hansen, Rene Russo ou Beverly Johnson, incarnant l'image idéalisée de la femme des années 1970. 
Samuel Irving Newhouse Jr. (en) fait que Vogue devient mensuel à partir de décembre 1972, ce qui a pour effet de développer les ventes, malgré des augmentations de prix successives ces années-là ; quatre ans plus tard le magazine change de format. Au milieu de la décennie, Grace Mirabella se marie avec le chirurgien William Cahan. Celui-ci influence son travail : les contenus du Vogue laissent plus de place à la santé et au sport. Dans les années 1980, elle se voit de plus en plus souvent en conflit, sur la ligne éditoriale et le contenu, avec Alexander Liberman qui a toujours le dernier mot. Faire perdurer l'image de la femme de 1970 ne convient au tout puissant et avant-gardiste directeur de la rédaction, qui pense que Vogue ne s'adapte pas à son époque. Les points d’achoppement, qui sont parfois ses combats, se multiplient jusqu'à devenir difficilement supportables pour Grace Mirabella. Durant la présence de Grace Mirabella à la tête du magazine, le tirage est multiplié par trois, dépassant largement le million d'exemplaires. Entre 1973 et 1979, les profits sont également multipliés pratiquement par trois.
Alors que des rumeurs courent depuis quelque temps et que sa direction lui dit de ne pas en tenir compte, fin juin 1988, elle apprend par son mari qu'elle est « virée » ; lui-même apprend au préalable, par la télévision, qu'Anna Wintour, ayant fait ses classes au British Vogue, va remplacer sa femme. Alexander Liberman, grand « admirateur » d'Anna Wintour, ne lui a rien dit jusque là mais lui confirme : « je crains que ce soit vrai ». Grace Mirabella appelle aussi Samuel Newhouse Jr. puis part en peu de temps. La façon de faire ainsi que l'importance de Grace Mirabella dans le domaine de la mode font que ce départ forcé surprend nombre de commentateurs.

### Mirabella
À la suite de son départ, elle multiplie les remontrances publiques à l'encontre de l'ensemble de son entourage : couturiers, photographes, staff de Condé Nast, Anna Wintour, tous se font critiquer. Par la suite, elle publie le bimensuel Mirabella (en), de juin 1989 jusqu'en avril 2000, avec, au départ, le soutien financier de Rupert Murdoch ; c'est un magazine parfois comparé à Elle mais avec une ligne plus élitiste. Celui-ci change de mains plusieurs fois : Hachette en devient propriétaire en 1995. Alors qu'il perd plusieurs millions de dollars en 1999, Hachette décide d'arrêter l'année suivante, dès le lancement du magazine créé par Oprah Winfrey qui attire tous les annonceurs.

### Mort
Grace Mirabella meurt le 23 décembre 2021.

## Publication
- (en) Grace Mirabella, In and out of Vogue, Doubleday, 1995 (ISBN 0-385-42613-5).